# Captive Heart: The James Mink Story
Captive Heart: The James Mink Story (conocida en España como Corazón cautivo: la historia de James Mink) es una película de drama de 1996, dirigida por Bruce Pittman, escrita por Bryon White, Brian Bird y John Wierick, protagonizada por Louis Gossett Jr., Kate Nelligan y Ruby Dee, entre otros. El filme fue realizado por CanWest Global Communications, Dorothea G. Petrie Productions, Hallmark Entertainment, Jaylar Productions y Logo Productions, se estrenó el 14 de abril de 1996.

## Sinopsis
En Canadá una mujer negra con mucha plata es raptada y comercializada como esclava en la región sur de Estados Unidos.